# Andik István
Andik István (Kővágószőlős, 1910. november 20. – Pécs, 1977. január 23.) magyar belgyógyász, tüdőgyógyász, egyetemi tanár, az orvostudományok kandidátusa (1956).

## Élete
Andik István (1882–1965) kovácsmester és Papp Julianna fiaként született Baranya vármegyében. A pécsi Pius-Alapítványi Jézus-Társasági Katolikus Gimnáziumban érettségizett (1930). 1935-ben a pécsi Erzsébet Tudományegyetemen avatták orvosdoktorrá. 1935-től 1949-ig az Erzsébet Tudományegyetem (1948-tól Pécsi Tudományegyetem) Belgyógyászati Klinikáján dolgozott. 1949 és 1952 között a Pécsbányatelepi Kórház belgyógyász főorvosa és igazgatója volt. Ezt követően visszatért a(z) – 1951-től önálló intézményként működő – Pécsi Orvostudományi Egyetemre, ahol 1954-től docens, 1970-től egyetemi tanár, 1974-től haláláig a Kórélettani Intézet igazgatója volt. 
A táplálékfelvétel szabályozásával és a szénbányászok szilikózisával kapcsolatos problémákkal foglalkozott. Légzésfiziológiai laboratóriumot hozott létre, melyet korszerű eszközökkel szereltetett fel. Kutatásait kiterjesztette a poros munkakörnyezetben dolgozókra is. Mintegy ötven tudományos publikációja jelent meg hazai és nemzetközi szaklapokban.
Felesége Raák Elvira. Gyermekei Andik Zoltán és dr. Majorné dr. Andik Györgyi (1940–2001) osztályvezető főorvos.
A pécsi központi temetőben kísérték utolsó útjára.

## Művei
- A jóindulatú méhvérzések röntgenkezelése. (Orvosképzés, 1935, 7. különszám)
- A thiouracyl hatása a táplálkozásra. Donhoffer Szilárddal. (Orvosi Hetilap, 1948, 3–4.; Orvosok Lapja, 1948, 14.)
- A hyperthyreosis methylthiouracil- és aminothiazol-kezeléséről. Farkas Istvánnal. (Orvosi Hetilap, 1948, 7.; Orvosok Lapja, 1948, 18.)
- Az ingerképzés és -vezetés. (Donhoffer Szilárd: Kórélettan. Budapest, 1957)

## Díjai, elismerései
- Kiváló orvos (1967)
- Semmelweis Ignác-díj (1972)